# Anoba columnaris
Anoba columnaris là một loài bướm đêm trong họ Erebidae.